# 뜸부기
뜸부기(영어: watercock, 학명: Gallicrex cinerea)는 뜸부기과에 속하는 물새이며 대한민국에서 흔히 볼 수 있는 여름새이다. 수컷이 울 때 '뜸북 뜸북 뜸뜸뜸' 하는 소리를 낸다고 뜸부기라는 이름이 붙었다. 몸길이는 수컷이 약 40cm, 암컷이 약 33cm이다. 체형은 길고 날씬하며, 날개와 꼬리는 짧고, 다리와 발톱이 길다. 깃털은 검은색·갈색·회색이 뒤죽박죽 섞여 있다. 수컷은 암컷과 달리 이마에 붉고 단단한 살갗이 넓적하게 드러나 있어서 쉽게 가려낼 수 있다. 뜸부기의 체형은 갈대밭이나 풀숲 사이를 날쌔게 빠져나가기에 알맞다. 뜸부기는 장거리를 이주하지만, 침입자가 있을 때를 제외하고는 잘 날지 않는다. 땅 위의 풀밭이나, 물 위에 떠 있는 골풀 사이에 둥지를 짓고 알을 낳는다. 알은 한배에 3~5개 낳는데 알 바탕색은 다양하고 적갈색이나 쥐색 반점이 산재한다. 곤충류·달팽이류·작은 수서동물 등 동물성 먹이와 벼·풀·수초의 종자 등 식물성 먹이를 먹는다. 아시아 동부 지역에서 번식하고 필리핀과 보르네오 등지의 동남아시아에서 월동한다.
대한민국에서는 천연기념물 및 멸종위기 야생생물 Ⅱ급으로 지정하여 보호하고 있다.